# Mantelpluim

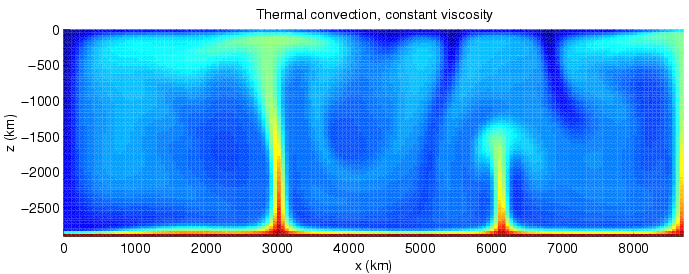
Numeriek model van stromingen in de mantel. Rode gebieden zijn heter, blauwe kouder.

Een mantelpluim (Engels: mantle plume) is een theoretische opwaartse stroming van heet, vast gesteente in de mantel van de Aarde. Mantelpluimen zijn diapieren en daarom fysisch vergelijkbaar met opstijgende blobs in een lavalamp. Mantelpluimen hebben een doorsnede in de orde van honderden tot duizend kilometer. Zij hebben een ronde kop en een lange, veel dunnere staart. Mantelpluimen worden waarschijnlijk gevormd door de verhitting van de ondermantel door de warmtestroom uit de aardkern. Het opgewarmde materiaal is lichter en begint omhoog te bewegen. Zodra de mantelpluim in de ondiepe mantel (op enkele honderden tot honderd kilometer diepte) komt, begint ze partieel te smelten. Een gedeelte van het zo gevormde magma baant zich een weg naar het aardoppervlak, waar het voor vulkanisme kan zorgen.
De juistheid van de mantelpluim-theorie wordt betwist.

## Bewijs voor mantelpluimen
De hypothese van mantelpluimen werd in de jaren 70 van de vorige eeuw bedacht door de Amerikaanse geofysicus Jason Morgan na onderzoek naar vulkanisme op Hawaï.
In die tijd raakte de theorie van platentektoniek algemeen aanvaard. Vulkanisme wordt in deze theorie verklaard door het subduceren of uit elkaar bewegen van tektonische platen. Er komt op Aarde echter ook vulkanisme voor buiten grenszones tussen tektonische platen. Deze plekken worden hotspots genoemd, voorbeelden zijn Hawaï, Yellowstone, de Azoren en IJsland, hoewel die laatste ook op een plaatgrens ligt. Mantelpluimen zijn een verklaring voor deze zogenaamde hotspots.

## Ontwikkeling van een mantelpluim
Als de kop van de pluim het oppervlak bereikt vindt vulkanisme plaats. De zogenaamde Large Igneous Provinces die hierbij worden gevormd zijn soms over honderdduizenden tot miljoenen vierkante kilometers verspreid. Voorbeelden hiervan zijn de Deccan Traps in India of de Siberische Trappen in Siberië. Aangezien bij dergelijke uitbarstingen grote hoeveelheden stof en giftige gassen in de atmosfeer worden gebracht die het klimaat ernstig kunnen verstoren, worden zij vaak aangewezen als mogelijke oorzaak van massa-extincties.
De staart van een mantelpluim kan nog vele tientallen miljoenen jaren nadat de kop het oppervlak heeft bereikt actief blijven. Daarbij blijft hij warm materiaal uit de diepe mantel aanvoeren, hetgeen door partieel smelten in de ondiepe mantel voor vulkanisme aan het oppervlak kan zorgen. Een gebied met op deze manier veroorzaakte vulkanische activiteit wordt een hotspot genoemd.
Als een mantelpluim zich onder een oceanische plaat bevindt, kan op de plek van de hotspot een vulkanisch eiland vormen. Doordat de plaat over de mantelpluim heen beweegt verschuift de plaats van de mantelpluim ten opzichte van de lithosfeer. Daardoor ontstaat er een lange keten van eilanden. De oudere eilanden zijn inactief en zijn vanwege erosie meestal lager dan de eilanden die zich dichter bij de hotspot bevinden. Een vulkanisch eiland dat onder de zeespiegel verdwenen is wordt een guyot genoemd.

## Samenstelling en mogelijke oorsprong van mantelpluimen
De lava's van hotspots en vloedbasalten hebben een andere isotopensamenstelling dan lava's bij bijvoorbeeld mid-oceanische ruggen of eilandbogen. Het verschil in samenstelling van stollingsgesteenten bij een mantelpluim en een "normale" opwaartse convectiestroom in de mantel is alleen te verklaren als het materiaal van mantelpluimen uit een onbekend reservoir afkomstig is, dat zich niet met de rest van de mantel vermengd heeft. Dit is een probleem omdat uit seismologisch onderzoek duidelijk is geworden dat de mantel door convectie geheel vermengd is. Een oplossing is dat mantelpluimen afkomstig zijn van de D"-laag (de laag op de overgang tussen de mantel en de kern).
Een bewijs komt van heliumisotopen. Helium heeft een radiogeen isotoop 4He en een nauwelijks radiogeen isotoop 3He. Omdat helium normaal gesproken te licht is om gevangen te blijven in het aardse zwaartekrachtsveld maar veel vervalreacties binnen in de Aarde 4He produceren, komt op Aarde relatief weinig 3He voor. De Zon heeft bijvoorbeeld hogere concentraties 3He dan de aardatmosfeer. Het blijkt dat lava's van hotspots ook relatief hoge concentraties 3He bevatten. Dit kan komen doordat het reservoir diep in de mantel, waar ze uit afkomstig zijn, nog een samenstelling heeft die dichter bij de primitieve mantel ligt en waarin minder ontgassing heeft plaatsgevonden dan in de rest van de mantel.